# ヤマハ・TXシリーズ
TXシリーズ（ティーエックス・シリーズ）とはヤマハの音源モジュールの型番・商品名。派生モデルとしてFB-01もここで紹介する。また、TXシリーズではないが便宜上EMT-1も紹介する。

## 概要
基本的にはDXシリーズから鍵盤を取り除いたモデルという位置づけで、多くはFM音源を採用しているが、TX16Wはサンプラーであり、TX1PはPCM音源を採用したピアノ専用音源モジュールである。鍵盤タイプがDXシリーズからSYシリーズに移行したのに合わせ、この後の音源モジュールはTGシリーズに移行した。

## シリーズのモデル

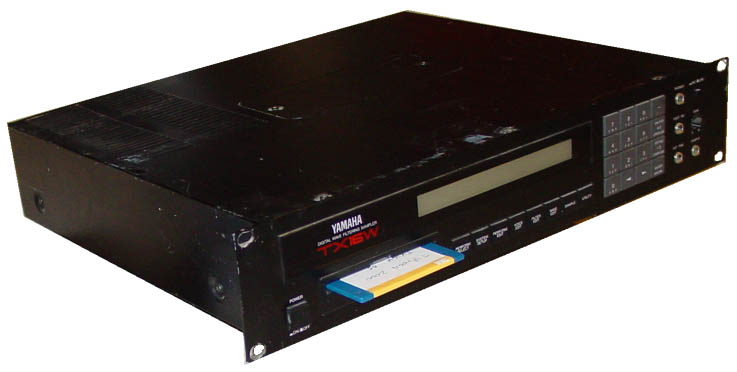
YAMAHA TX16W

TX7
1985年1月1日発売。1台分のDX7のモジュール版でありデスクトップに置くタイプ。設定や音色のエディットはMIDIで接続したDX7などが必要であり本体だけでは出来なかった。また、TX7はDX7の音源モジュール版であることに加えてDX7と併用することでDX7の機能強化。DX7単体では、音色毎にファンクション設定を記録できなかったがTX7側でその部分を代用することや当時のDX7の2台分であるDX1とDX5の同等なサウンドと機能を実現できるなども行えたことから、特にDX7との併用を意識したモデルである傾向が強い。希望小売価格145,000円(税抜)。
TX816・TX116
1984年12月1日発売。1984年当時のTXシリーズ最高機種。DX7と同等のFM音源ユニットTF1を8台ラックに並べたものであり本機1台で8台分のDX7の音源を1台に凝縮したモデル。1台で複数のパートを担当できるマルチティンバーの技術がなかったため、音源ユニットを並べる方式を採用したと言われる。TF1の数によって、TX116やTX216…と型番が変わる。TF1を最大8台並べたTX816の希望小売価格は89万円(税抜)。1台のみのTX116は30万円(税抜)。TF1は9万円(税抜)。8基のTF1はそれぞれ独立にMIDIの受信チャンネルの設定などが可能であり、また本機をYAMAHAのQX1(シーケンサー)と組み合わせると最大8パートのマルチティンバー音源として個別のTF1を各々に演奏させることが可能でもあり様々な音色の組み合わせでDX7の2台分の音よりもさらに厚みを持たせる事が可能。最大同時発音数は16音ポリフォニック×8の実質128音である。当時のこの機種はユーザーが思い付いたあらゆる音の合成を試せるシンセサイザーの真骨頂だった。
TX81Z
1986年12月1日発売。V2の音源モジュール版。4オペレーター、8パート、8音ポリの音源モジュール。マルチティンバー対応。OPZ (YM2414) 搭載。V2同様8種類の波形からFM合成可能。プリセット128音色、ユーザ32音色。トランスポーズド・ディレイ、パンニング、EGリバーブといったエフェクトを内蔵。マイクロチューニング機能を搭載。1Uフルラックマウントサイズ。希望小売価格59,800円(税抜)。
TX802
1987年6月1日発売。DX7IIの音源モジュール版とされるが、ユニゾンモードがなく、マルチティンバーに対応している。TX816の後継機として開発された。TX802はDX7IIを８台分使った音作りが可能。8パートの16音ポリで2音ずつの別々の8音色に分けて演奏が可能。プリセットが128音色でユーザが64音色で本体だけでなく、カートリッジ（RAM4、又はRAM1+ADP1）にも音色の保存が可能。DXシリーズとの音色の互換性を確保している。8系統の独立アウトを持ち、平均律以外に純正律、ベルクマイスターなどの調律に変更可能なマイクロチューニング機能を搭載。特徴的な機能として、音を左右に飛ばすことのできるオルタネイティブ・アサインがあり、(上記TX81Zにも搭載されている)シーケンスパートに最適な機能である。別途ADP1を用意することで、DX7用音色ROMカートリッジも使用できる。なお、V2用音色ROMカートリッジはRAM4と形状は同じだがフォーマットが異なる為使用できない。希望小売価格198,000円(税抜)。
TX16W

1987年12月1日発売。国産初のステレオサンプラー。12bit、16音ポリ。サンプリング周波数は16.7kHz、33.3kHz、50kHzから選択可能。33.3kHzの時にステレオサンプリング可能である。本体メモリーは1.5Mbytes。別売りメモリーで最大6MBまで拡張可能。デジタル・フィルター搭載。サードパーティ製OSで、AIFFファイルが取り扱えるTyphoon2000が無償公開されているのとSonic Chargeでは、Cycloneと言うTX16WをエミュレートしたVST／AUソフト音源も同じく無償公開されている。Cycloneは、特徴的な68000CPUや12ビットサンプルメモリーなどもシミュレートしている。サンプラーの音源モジュールの後継機はAシリーズに移行した。
TX1P
1987年12月1日発売。ピアノ音源モジュール。1Uラックマウントサイズ。AWM音源の16音ポリで5音色がプリセットされている。コーラス、トランスポーズド・ディレイ、コードプレイの3エフェクトを内蔵。ステージピアノであるPF1200とPF1500もAWM音源で同じ5音色のプリセットである。希望小売価格91,000 円(税抜) 。
FB-01
1986年発売。ヤマハ初のDTM音源というべきハーフラックサイズの音源モジュール。4オペレーター・8アルゴリズムのFM音源。最大同時発音数8音、最大8パート。プリセット240音色、ユーザー96音色。単体での音色編集は行えないためシステムエクスルーシブを直接制御するか、MSX用の専用ハード (SFG-01/05) およびソフト (YRM-506) で行うのだが利便性・機材の入手性などの観点から現実的ではない。現代においてAtari STエミュレータであるSTEEMとYSEditorを組み合わせて使うことが現実的である。
EMT-1
クラビノーバ・ポータトーン・ポータサウンド周辺機器として開発された4オペレーターFM音源モジュール。ROM32音色。プリセット音源のため音色は明るさとアタックの速さのみ調整可能。編集はできない。
FVX-1
1987年発売。エレクトーンであるHXシリーズ向けに開発された8オペレーターFM音源モジュール。